# Tibetaans leger

Vlag van Tibet in eerste instantie ingevoerd als oorlogsvlag

Het Tibetaans leger was een landmacht in Tibet die bestond tot het tijdens de invasie van Tibet in 1950-51 vernietigend werd verslagen en ontmanteld door het Chinese Volksbevrijdingsleger.

## Koningen van Tibet
In het eerste millennium kende Tibet bij tijden een zeer sterk leger dat op sommige momenten zorgde voor grote gebiedsuitbreidingen onder verschillende koningen van Tibet. Tijdens het bewind van Songtsen Gampo (630-649) groeide Tibet uit tot een groot rijk dat zich uitstrekte tot Turkestan in het westen, Nepal in het zuiden, Amdo en Kham in het oosten en Tarim in het noorden. In 763 veroverde koning Trisong Detsen (755 – 797) grote gedeeltes van China. Aan het einde van Trisong Detsens regering strekte Tibet zich uit over het tegenwoordige Turkestan, Noord-Pakistan, Nepal en delen van Noord-India en China. Deze omvang behield Tibet gedurende meerdere eeuwen, totdat de Mongoolse leider Godan Khan gedeeltes van Tibet veroverde in de 13e eeuw.

## Vijfde dalai lama

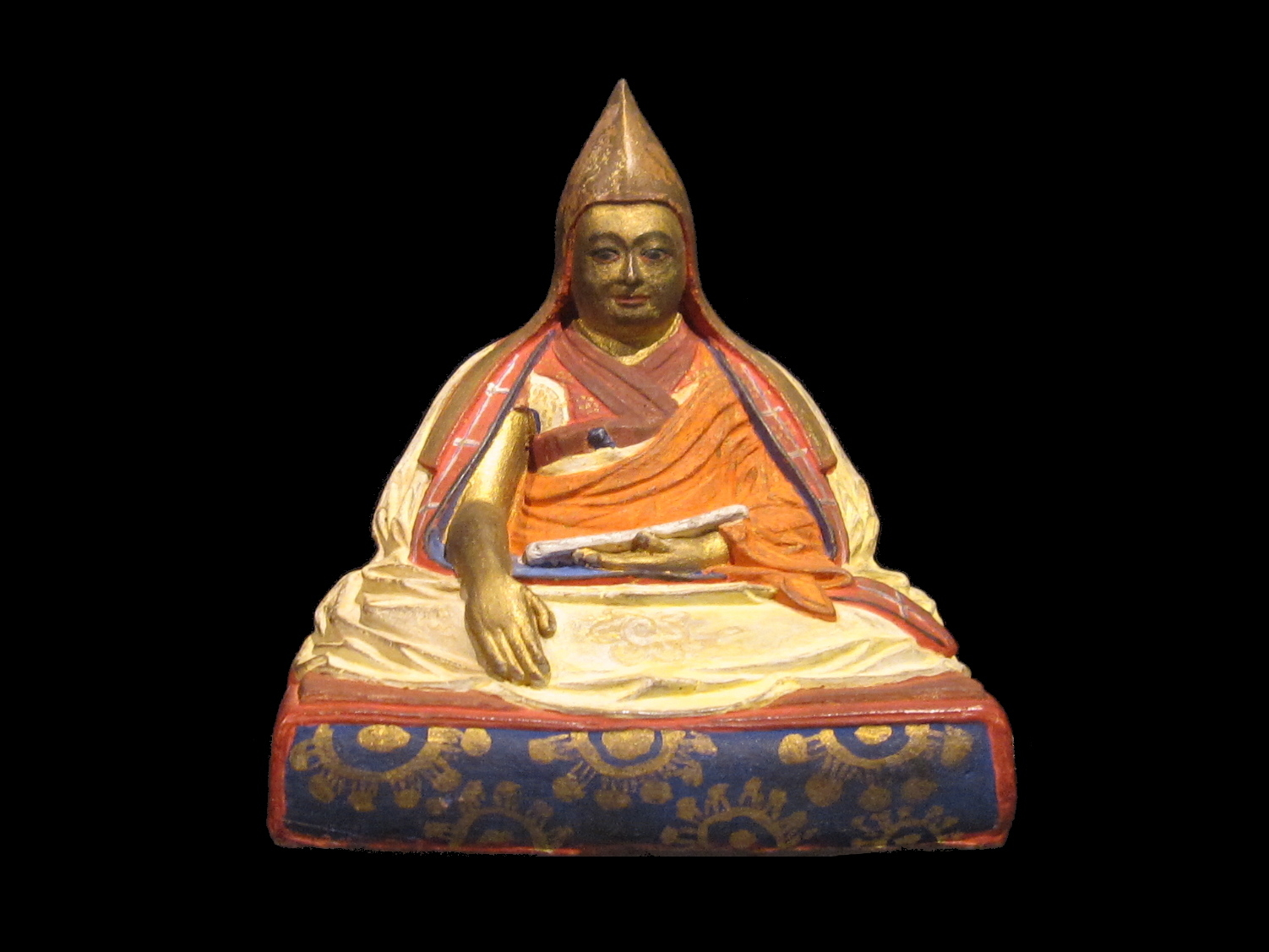
Vijfde dalai lama Ngawang Lobsang Gyatso

Gesteund door de Mongolen lukte het de vijfde dalai lama Ngawang Lobsang Gyatso in 1640 met zijn leger een einde te maken aan de heersers van Tsang. In tegenstelling tot de tijd van de Yuan, hoefden de dalai lama’s als tegenprestatie voor de militaire steun niet aan het Mongoolse hof te verblijven, zodat ze vanuit Lhasa Tibet konden besturen. In 1647 veroverde Lobsang Gyatso Centraal Tibet en werd de onbetwiste heerser over Tibet.
De geheimhouding van de dood van de vijfde dalai lama en het buitensporige leven van de zesde dalai lama Tsangyang Gyatso leidden ertoe dat Tibet zijn onafhankelijke positie steeds meer verloor. De achtste dalai lama Jampäl Gyatso werd op 21 juli 1781 nog wel wereldlijke macht gegund met zeggenschap over het leger, maar was in 1788 machteloos toen de Gurkha's uit Nepal tot tweemaal toe Tibet succesvol binnenvielen, waarop zijn bevoegdheden weer werden ingetrokken en het Chinese keizerlijke leger de dienst weer uitmaakte in Tibet.

## 1723-1747
In 1723 werd Pholhanas lid van de ministerraad (kashag), waarin onder meer Khangchenne zitting had. Sindsdien bestond de kashag uit vijf leden. Het grondprincipe van deze nieuwe bestuurswijze voor Tibet bestond eruit, dat de regeringleden samen vergelijkbaar als vorsten de leiding hadden over hun eigen regio's (U, Tsang, Kongpo en Ngari). In hun regio's bezaten ze elk een eigen machtsbasis met eigen militair potentieel en eigen inkomstenbronnen. Het gevaar indien de deelnemende leiders niet met zouden harmoniëren kwam uit en leidde tot de burgeroorlog van 1727-28, waaruit Pholhanas als leider naar voren kwam. Pholhanas. Tijdens de burgeroorlog was zijn leger 9.000 troepen sterk. Als regent van Tibet (1729-47) stelde hij rond 1735 een leger samen van 25.000 troepen groot.

## Dertiende dalai lama

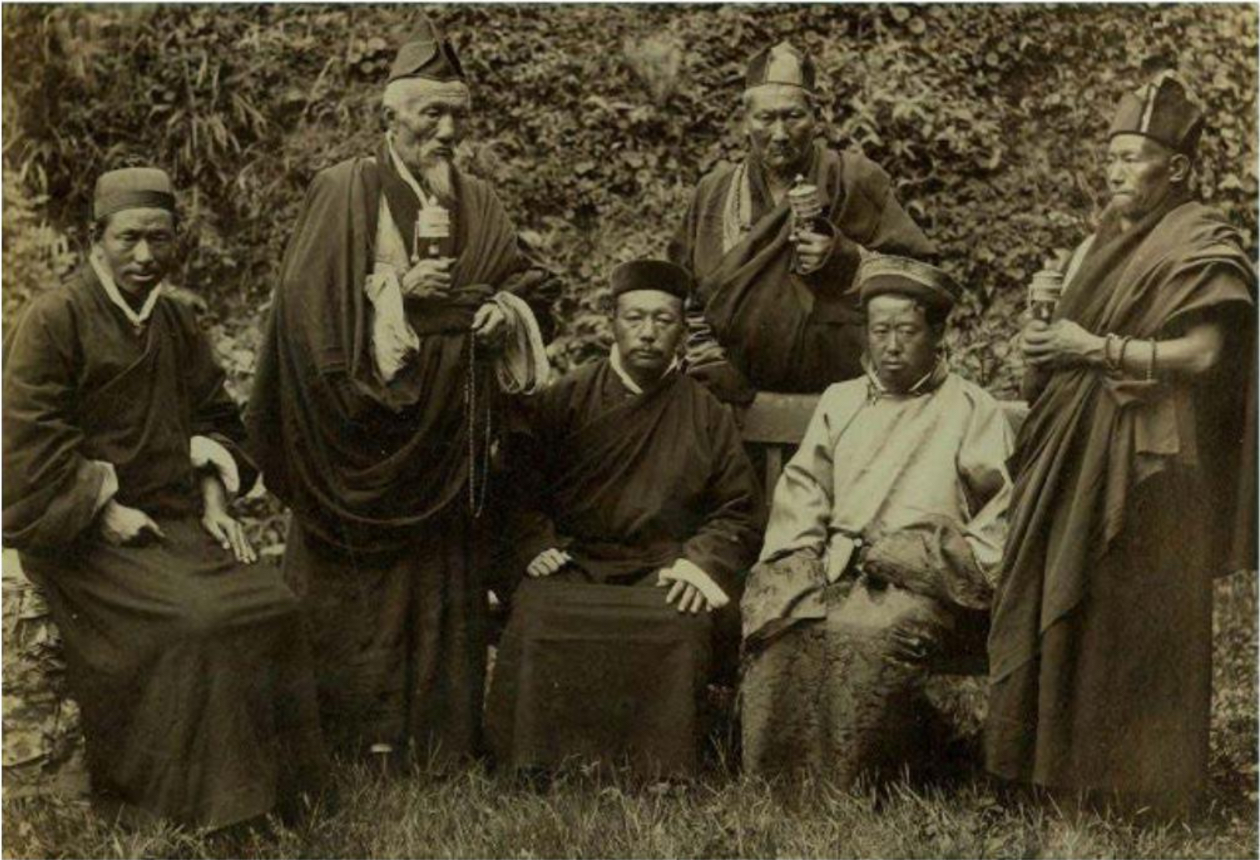
Thutob Namgyal van Sikkim (links) en de dertiende dalai lama (rechts), 1911

Tibet was een geïsoleerd land aan het begin van de 20e eeuw en de Qing-keizers hadden het gebied een eeuw lang min of meer aan zichzelf over gelaten. De Britten hadden interesse in handel met Tibet, terwijl ze Brits-Indië met Rusland en China verwikkeld waren in The Great Game. Toen de dertiende dalai lama Thubten Gyatso de Britten meermaals negeerde, besloten Lord Curzon en Francis Younghusband tot de Britse Veldtocht in Tibet over te gaan en handel met Tibet af te dwingen. Tijdens deze veldtocht werd het Tibetaanse leger vernietigend verslagen. De Britten wekten echter ontzag vanwege hun respect voor Tibetaanse gewonden en er was een opening ontstaan voor betrekkingen tussen Tibet en het Verenigd Koninkrijk die in de decennia erna leidde tot momenten van hechte samenwerking.
Na de Xinhai-revolutie van 1911, gaf de dertiende dalai lama het bevel om de Chinese bezettingstroepen te ontwapenen. De dalai lama liet Peking weten dat hij de geestelijke en wereldlijke macht over Tibet rechtmatig uitoefende en gaf hiermee in feite te kennen dat hij de protectoraatsrelatie die vanaf 1720 had gegolden, als ontbonden beschouwde. Oost-Tibet bevond zich nog steeds in staat van oorlog, toen Lhasa op 14 februari 1913 de onafhankelijksheidsverklaring uitvaardigde waarin de dalai lama de soevereiniteit van Tibet uitsprak. Het leger werd opgezet met hulp van Tsarong Dasang Dramdül, die later hoofdcommandant werd van het leger.
De dalai lama voerde in het leger verdere hervormingen door naar Europese uitgangspunten en riep daarvoor de hulp in van instructeurs uit Rusland, Japan en het Verenigd Koninkrijk, de machten die China hadden overwonnen. Het effect van de militaire training bleek al enkele jaren later, toen in 1917 het Tibetaanse leger een Chinese aanval afsloeg in een poging Tibet met geweld terug te brengen onder Chinees bewind. Bij deze verdedigingsslag wist het Tibetaanse leger zelfs grotere stukken terreinwinst te behalen, tot Dajianlu en Dergé.  Na deze verliezen verzocht Peking om bemiddeling bij Londen, dat de consul-officier Eric Teichman daartoe afvaardigde. In twee akkoorden werd overeengekomen dat de oostgrens ongeveer zou samenvallen met de Jangtsekiang, dat alle vijandelijkheden werden gestaakt en dat de troepen uit elkaars grondgebied werden teruggetrokken.
De financiering van het leger kwam op belastingen die sinds 1914 werden geheven op de export van zout en wol. Toen later ook het plan werd geopperd, belastingen te heffen bij de kloosters en de adel, stootte de regering van historisch Tibet op heftige tegenstand. Hierdoor bleef het leger een stuk kleiner dan in eerste instantie was gepland.
Wapens werden geïmporteerd uit Brits-Indië. Na diens onafhankelijkheid leverde ook India in 1949 en 1950 nog grote partijen wapens aan Tibet. Munitie en eenvoudige geweren werden in Tibet zelf geproduceerd, namelijk in de muntsmederij Drabchi Lekhung bij Lhasa.

## Veertiende dalai lama

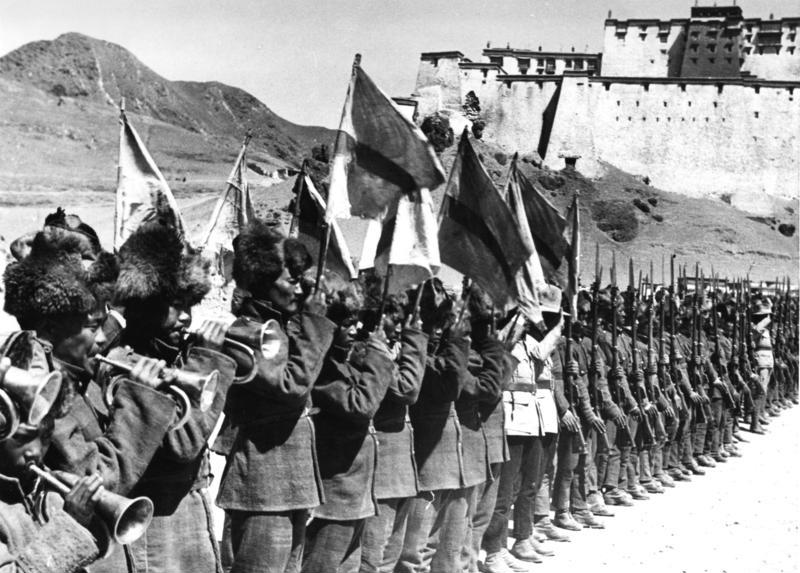
Troepenparade, 1938 in Shigatse

De weinige voorstanders van de moderne technologie stonden al enkele decennia tegenover tienduizenden conservatieve monniken in grote kloosters zoals Ganden, Sera en Drepung, waardoor de meeste hervormingsprojecten vrij snel kwamen stil te liggen of werden teruggedraaid. Bij het aantreden van de veertiende dalai lama, was het Tibetaanse leger aanzienlijk verzwakt.
Tot de invasie van Tibet door het Volksbevrijdingsleger deed de nieuwe regent, de tweede Tagdrag Rinpoche, nog pogingen om het verzwakte Tibetaans leger leven in te blazen. Het Verenigd Koninkrijk verkocht Tibet munitie en wapens, maar dat waren slechts kleine hoeveelheden en het kwam te laat.
Het Tibetaans leger kende in 1950 een beperkte slagkracht en bestond het in deze tijd uit 8500 officieren en soldaten, 50 kanonnen van verschillend kaliber, 250 mortieren en 200 machinegeweren en was bedoeld om ongewenste reizigers uit Tibet te weren. Op 19 oktober waren vijfduizend Tibetaanse soldaten gesneuveld en gaf het leger, dat verwaarloosd was sinds de dertiende dalai lama, zich over.